# Munkholmsgrundet
Munkholmsgrundet är en ö i Finland. Den ligger i sjön Larsmosjön och i kommunerna Pedersöre och Kronoby och landskapet Österbotten, i den centrala delen av landet, 400 km norr om huvudstaden Helsingfors. Öns area är 0,6 hektar och dess största längd är 110 meter i sydväst-nordöstlig riktning.